# La Chaussée, Vienne
La Chaussée är en kommun i departementet Vienne i regionen Nouvelle-Aquitaine i västra Frankrike. Kommunen ligger i kantonen Moncontour som tillhör arrondissementet Châtellerault. År 2022 hade La Chaussée 187 invånare.

## Befolkningsutveckling
Antalet invånare i kommunen La Chaussée
| Referens: INSEE |